# Panhellenion

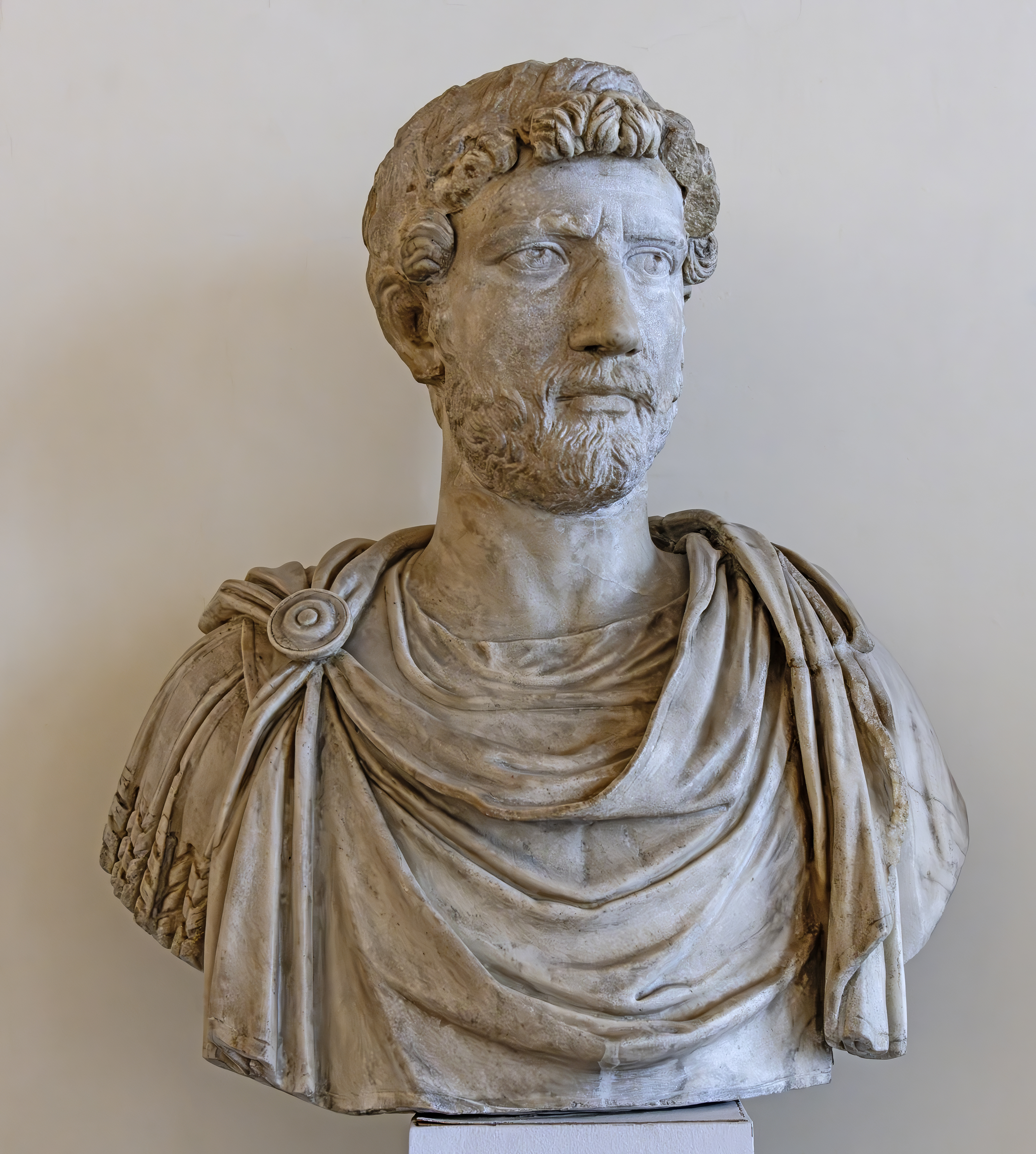
Buste van Hadrianus

Het Panhellenion of Panhellenium (Oudgrieks: "Heel Griekenland") werd ingesteld in het jaar  131/132  n. C. door de Romeinse keizer Hadrianus  toen hij een tocht maakte in de Romeinse provincies van Griekenland
Hadrianus was een philhelleen. Het Panhellenion had tot bedoeling om het verenigde Griekenland uit de 5e eeuw v.C  te herscheppen, toen de Grieken de Perzen versloegen.
Het Panhellenion was primair een religieuze organisatie; de daden kwamen niet verder dan het zichzelf besturen van de organisatie. Alleen steden van een Griekse afkomst werden toegelaten. Op zich was deze opvatting van Grieks zijn al verouderd: Grieks zijn betekende in die periode gewoonlijk, dat men deelhebbend was aan de Griekse beschaving op basis van het Griekse opvoedingssysteem.
Ruzie tussen de afgevaardigden veranderde het Panhellenion in een soort (deels ook bewust zo nagebootst) Delische Bond en uiteindelijk bleef er na het overlijden van Hadrianus niets wezenlijks van over. In 137 n.C werden de Panhelleense Spelen in Athene uitgebreid, terugverwijzend naar het Panatheense festival uit de 5e eeuw v.C. Qua inhoud moest dit een festival van kunsten en sporten worden.